# استان قزاقستان شمالی
استان قزاقستان شمالی (به قزاقی: Солтүстік Қазақстан облысы، سولتۇستىك قازاقستان وبلىسى) یک استان در قزاقستان است که در شمال این کشور واقع شده‌است.

## خصوصیات
استان قزاقستان شمالی ۹۷٬۹۹۳ کیلومترمربع مساحت و ۵۷۹٬۴۰۳ نفر جمعیت دارد.

## خطر تجزیه
| The share of the European population by districts and cities of regional and republican subordination Kazakhstan in 2016 > ۷۰٪ ۶۰٫۰–۶۹٫۹٪ 50.0 - 59.9 % 40.0 - 49.9 % 30.0 - 39.9 % 20.0 - 29.9 % 10.0 - 19.9 % 0.0 - 9.9 % |

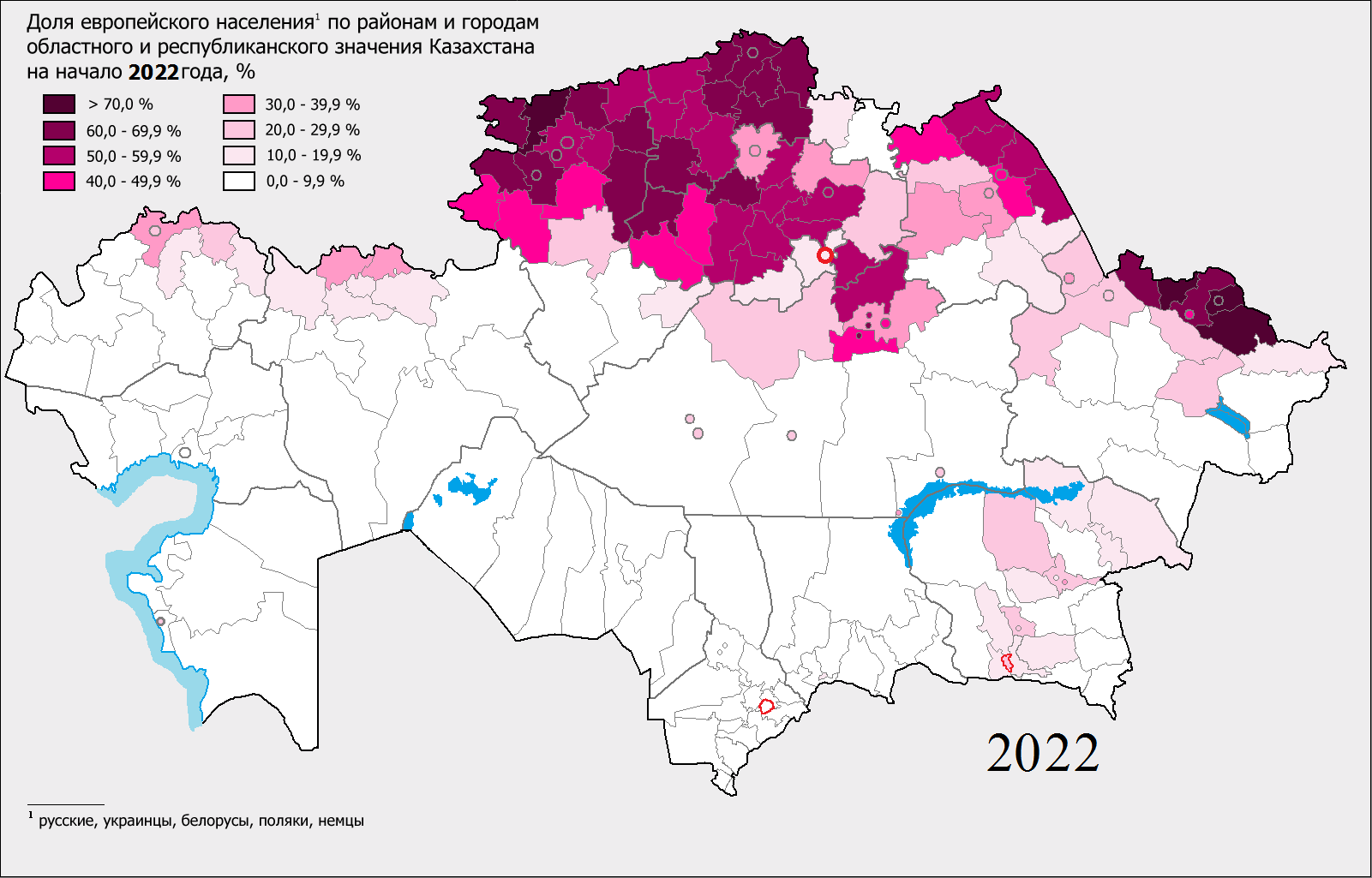

ولادیمیر پوتین در یک کنفرانس مطبوعاتی در مورد قزاقستان گفته‌است که قزاقستان هیچ وقت یک کشور نبوده‌است و تنها بعد از فروپاشی شوروی تأسیس شده‌است که موجب ناراحتی نور سلطان نظربایف، شده‌است. کارشناسان این بیانات را در واکنش به حمایت نظربایف از عضویت اوکراین در اتحادیه اروپا دانسته‌اند. پوتین در سپتامبر سال ۲۰۱۴ میلادی در دیدار دانشجویان در پاسخ به این پرسش که "آیا رشد روحیات ملی‌گرایی در قزاقستان منجر به تکرار سناریوی اوکراین نخواهد شد زیرا فعلاً نورسلطان نظربایف نقش عامل بازدارندگی را بازی می‌کند"، به توصیف شخصیت نظربایف پرداخت ولی با بیاناتی موجب آشفتگی افکار عمومی قزاق ها شد. پوتین گفت که نظربایف کار شگفت انگیزی کرده است و در قلمروی کشورش دولتی بنا نهاده است که هرگز در طول تاریخ صاحب دولت (حاکمیت) نبوده‌است. در واقع او به صورت تلویحی گفت که قزاقستان هیچ‌گاه به عنوان یک کشور وجود خارجی نداشته‌است. ملی گرایان قزاق از دیدگاه روسیه مبنی برنداشتن دولت و حاکمیت در طول تاریخ ناراحت شده و به آن واکنش نشان دادند. حدود یک چهارم ساکنان قزاقستان و نیمی از جمعیت قزاقستان شمالی را روس تبارها تشکیل می‌دهند. قزاقستان بعد از روسیه بیشترین تعداد گویشوران زبان روسی را دارد.

## شهرها و شهرستان‌ها

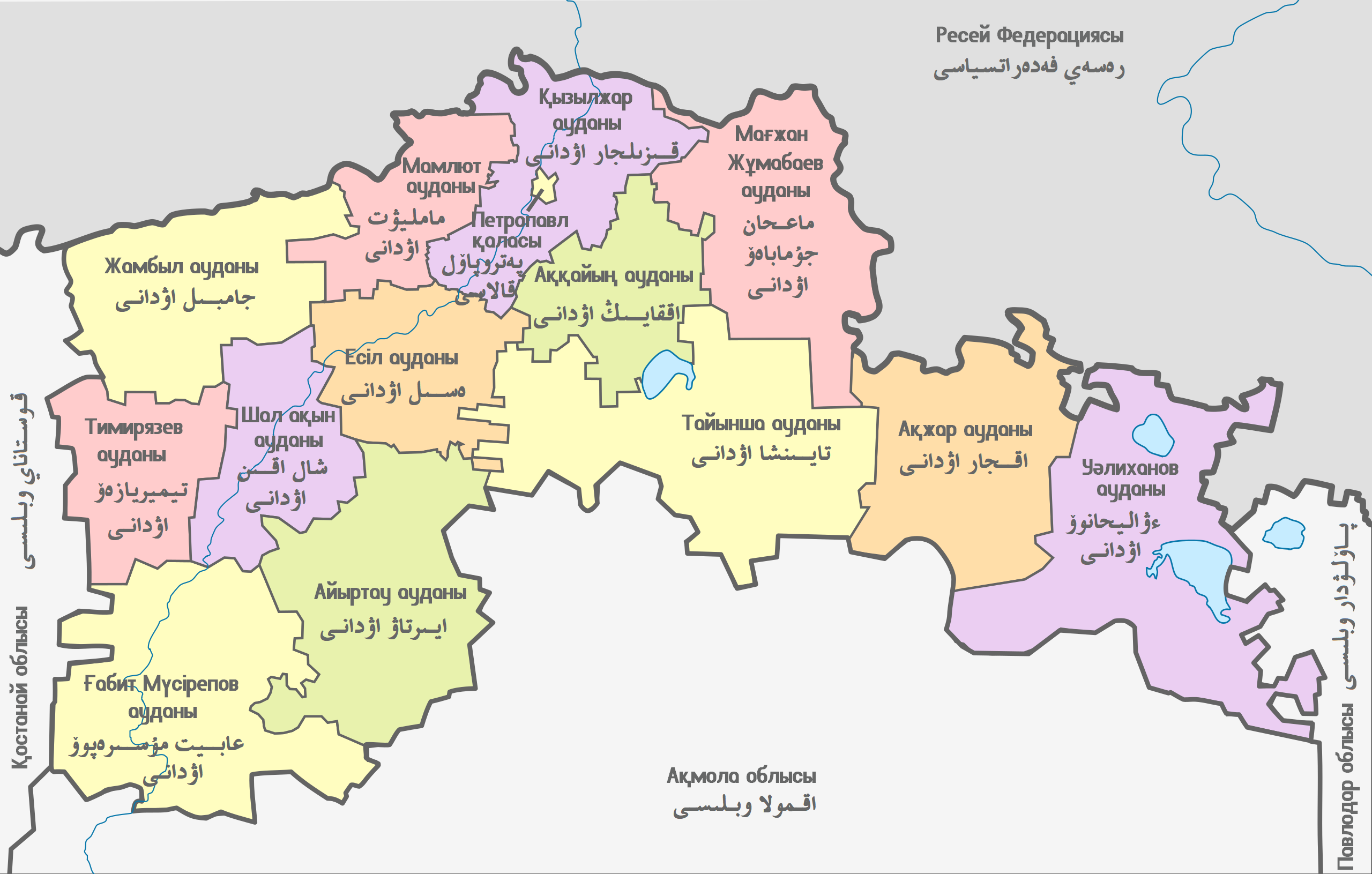
تقسیمات اداری استان قزاقستان شمالی در سال ۲۰۲۲ میلادی

استان قزاقستان شمالی متشکل از ۱ شهر و ۱۳ شهرستان می‌باشد.
| ردیف | نام شهر/شهرستان         | نام به قزاقی                                  | نام به روسی                                                | مساحت(km۲) | جمعیت (سرشماری سال ۲۰۲۱) |
| ---- | ----------------------- | --------------------------------------------- | ---------------------------------------------------------- | ---------- | ------------------------ |
| ۱    | شهر پتروپاول            | Петропавл қаласы پەتروپاۆل قالاسى             | город Петропавловск gorod Petropavlovsk′                   | ۲۲۵        | ۲۲۲٬۶۳۶                  |
| ۲    | شهرستان اصیل            | Есіл ауданы ەسىل اۋدانى                       | Есильский район Yesil'skiy rayon′                          | ۵٬۱۴۰      | ۲۱٬۹۲۳                   |
| ۳    | شهرستان آق‌جار           | Ақжар ауданы اقجار اۋدانى                     | Акжарский район Akzharskiy rayon′                          | ۸٬۰۴۰      | ۱۳٬۷۴۴                   |
| ۴    | شهرستان آق‌قایین         | Аққайың ауданы اققايىڭ اۋدانى                 | Аккайынский район Akkayynskiy rayon′                       | ۴٬۷۱۰      | ۱۸٬۵۵۰                   |
| ۵    | شهرستان آییرتاو         | Айыртау ауданы ايىرتاۋ اۋدانى                 | Айыртауский район Ayyrtauskiy rayon′                       | ۹٬۶۲۰      | ۳۳٬۵۶۸                   |
| ۶    | شهرستان تایین‌چه         | Тайынша ауданы تايىنشا اۋدانى                 | Тайыншинский район Tayynshinskiy rayon′                    | ۱۱٬۴۳۰     | ۴۱٬۲۶۹                   |
| ۷    | شهرستان تیمیریازوف      | Тимирязев ауданы تيميريازەۆ اۋدانى            | Тимирязевский район Timiryazevskiy rayon′                  | ۴٬۵۱۰      | ۱۰٬۲۰۶                   |
| ۸    | شهرستان جامبیل          | Жамбыл ауданы جامبىل اۋدانى                   | Жамбылский район Zhambylskiy rayon′                        | ۷٬۴۷۰      | ۱۸٬۶۰۸                   |
| ۹    | شهرستان چال‌آقین         | Шал ақын ауданы شال اقىن اۋدانى               | Район Шал акына Rayon Shal akyna′                          | ۴٬۸۴۰      | ۱۸٬۳۳۳                   |
| ۱۰   | شهرستان عابد موسیرپوف   | Ғабит Мүсірепов ауданы عابيت مۇسىرەپوۆ اۋدانى | Район имени Габита Мусрепова Rayon imeni Gabita Musrepova′ | ۱۱٬۰۹۰     | ۳۶٬۵۱۷                   |
| ۱۱   | شهرستان قزل‌جار          | Қызылжар ауданы قىزىلجار اۋدانى               | Кызылжарский район Kyzylzharskiy rayon′                    | ۶٬۱۵۰      | ۴۶٬۳۶۹                   |
| ۱۲   | شهرستان ماغجان جمعه‌بایف | Мағжан Жұмабаев ауданы ماعجان جۇماباەۆ اۋدانى | Район Магжана Жумабаева Rayon Magzhana Zhumabayeva′        | ۸٬۷۱۰      | ۲۷٬۶۸۶                   |
| ۱۳   | شهرستان ماملیوت         | Мамлют ауданы مامليۋت اۋدانى                  | Мамлютский район Mamlyutskiy rayon′                        | ۴٬۱۰۰      | ۱۷٬۸۴۳                   |
| ۱۴   | شهرستان ولی‌خان‌اف        | Уәлиханов ауданы ءۋاليحانوۆ اۋدانى            | Уалихановский район Ualikhanovskiy rayon′                  | ۱۲٬۸۸۰     | ۱۳٬۵۳۳                   |